# Маргарет Гользер
Маргарет Гользер  (англ. Margaret Hoelzer, 30 березня 1983) — американська плавчиня, олімпійська медалістка.

## Виступи на Олімпіадах
| Олімпіада  | Дисципліна                      | Місце  |
| ---------- | ------------------------------- | ------ |
| Афіни 2004 | плавання на 200 метрів на спині | 5      |
| Пекін 2008 | плавання на 100 метрів на спині | 3      |
| Пекін 2008 | плавання на 200 метрів на спині | 2      |
| Пекін 2008 | комплексна естафета 4 × 100     | AC (2) |